# Maude Fealy
Maude Fealy (Memphis, 4 de março de 1883 - Woodland Hills, 9 de novembro de 1971) foi uma atriz norte-americana da era do cinema mudo e uma das poucas cuja carreira sobreviveu com a chegada do cinema falado.

## Biografia
Nascida em Memphis, em 1883, era filha de James Hawk e da atriz Margaret Fealy. Com a morte do pai, sua mãe casou novamente com Rafaello Cavallo, primeiro maestro da Orquestra Sinfônica de Pueblo, no Colorado, estado onde moraram por boa parte da vida. Aos 3 anos, Maude já atuava no palco com sua mãe e fez sua estreia na Broadway, com ela, na peça Quo Vadis, em 1900. Entre 1901 e 1902, excursionou pela Inglaterra com William Gillette e entre 1902 e 1905 esteve na companhia teatral de Henry Irving. Em 1907 estava de volta aos palcos dos Estados Unidos.

## Carreira
Seu primeiro filme mudo foi em 1911, pela Thanhouser Company, trabalhando em mais 18 filmes entre 1911 e 1917. Depois disso, ela ficaria fora das telas do cinema por 14 anos. Entre 1912 e 1913, ela organizou e estrelou peças para a Companhia Fealy-Durkin e no ano seguinte começou uma turnê pelo país. Ficou famosa escrevendo peças de teatro. Atuou em diversas cidades, as primeiras com sua mãe. Lecionou em Grand Rapids, Michigan; Burbank, Califórnia; e em Denver, no Colorado. Por volta de 1930, mudou-se para Los Angeles, onde se envolveu com o Federal Theatre Project e aos 50 anos de idade passou a interpretar papéis secundários no cinema.

## Vida pessoal
Em Denver, ela conheceu o crítico de drama de um jornal local, Louis Hugo Sherwin, filho da cantora de ópera, Amy Sherwin. Os dois se casaram em segredo em 15 de julho de 1907, pois a mãe de Maude era controladora e não o aprovava. O casal se separou logo depois e se divorciou em Denver, em 1909.
Maude se casou novamente, desta vez com o ator James Durkin mas acabou em divórcio mais uma vez, em 1917. Logo após seu divórcio, ela conheceu James E. Cort, mas o casamento foi anulado em 1923 e este seria seu último casamento e ela não teve nenhum filho com nenhum dos maridos.

## Morte
Maude faleceu em 10 de novembro de 1971, aos 88 anos, no Hospital e Casa de Repouso para Artistas da TV e do Cinema, em Woodland Hills, Los Angeles, Califórnia. Seu corpo foi sepultado na capela do Mausoléu dos Salmos, no Hollywood Forever Cemetery.

## Filmografia parcial
- Moths (1913) - Vere

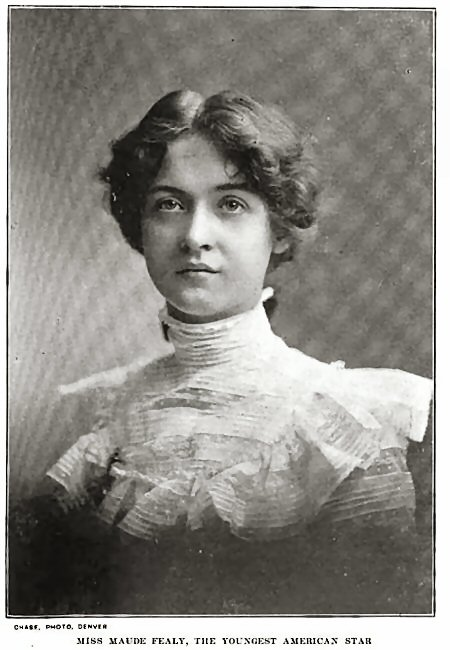
Sunset Magazine, 1901

- The Legend of Provence (1913) - Irmã Angela
- Frou Frou (1914) - Frou Frou
- Pamela Congreve (1914) - Pamela Congreve
- Bondwomen (1915) - Norma Ellis
- The Immortal Flame (1916) - Ada Forbes
- The American Consul (1917) - Joan Kitwell
- Laugh and Get Rich (1931) - Sra. Teasdale
- Smashing the Vice Trust (1937)
- Race Suicide (1938)
- The Buccaneer (1938) - esposa (sem créditos)
- Bulldog Drummond's Peril (1938) - Spinster (sem créditos)
- Union Pacific (1939) - figurante (sem créditos)
- Emergency Squad (1940) - mãe (sem créditos)
- Seventeen (1940) - motorista (sem créditos)
- Gaslight (1944) - Bit Part (sem créditos)
- The Unfaithful (1947) - empregada (sem créditos)
- A Double Life (1947) - figurante (sem créditos)
- The Ten Commandments (1956) - escrava
- The Buccaneer (1958) - mulher na cidade (sem créditos) (final film role)

## Ligações exernas
- Maude Fealy. no IMDb.
- Maude Fealy (em inglês) no Find a Grave [fonte confiável?]
- Retrato de Maude Fealy
- "Miss Fealy Has Faith", pequena entrevista de Maude Fealy para o New York Dramatic Mirror, Dezembro de 1915
- Maude Fealy, 21 anos, na capa da "The Illustrated Sporting and Dramatic News", outubro de 1904